# Fedja
Fedja (russisch Федя) ist ein ostslawischer männlicher Vorname.

## Herkunft und Bedeutung
Fedja ist die Kurzform des russischen Namens Fjodor. Dieser wiederum ist die russische Variante des griechischen Vornamens Theodor, so dass sich Fedja mit Theo übersetzen lässt.

## Namensträger
- Fedja Anzelewski (1919–2010), deutscher Kunstwissenschaftler
- Fedja Damjanow (* 1950), ehemaliger bulgarischer Kanute
- Fedja Müller (* 1938), Pseudonym, unter dem der deutsche Rechtswissenschaftler Friedrich Müller Gedichte veröffentlicht hat
- Fedja van Huêt (* 1973), niederländischer Schauspieler